# Coronel Hilario Lagos
Coronel Hilario Lagos, ou Estancia Aguas Buenas, est une localité rurale argentine située dans le département de Chapaleufú, dans la province de La Pampa.

## Démographie
La localité compte 676 habitants (Indec, 2010), soit une augmentation par rapport au précédent recensement de 2001 qui comptait 681 habitants.